# 24아워즈 (밴드)
24아워즈(24Hours)는 2011년 서울특별시에서 결성된 대한민국의 인디 얼터너티브 록 밴드이다. 이 그룹은 4명의 멤버로 구성된다: 뷰리플진, 김혜미, 김혁재, 민은홍. 2012년 3월 3일 싱글 앨범 Blackhole로 데뷔했다.

## 구성원

### 현재
- 뷰리플진 - 보컬, 기타
- 김혜미 - 리드 기타
- 김혁재 - 베이스
- 민은홍 - 드럼 (2014년 ~ 현재)

### 이전
- 강지원 - 드럼 (2011~2014년)

## 디스코그래피

### 스튜디오 음반
- Party People - 2013년 4월 29일

### EP
- No Way Out - 2014년 9월 25일
- Jane - 2016년 12월 19일

### 싱글 앨범
- Blackhole - 2012년 3월 3일

### 싱글
- 째깍째깍 - 2013년
- Escape - 2015년
- Get In On - 2016년
- Our Night - 2016년